# Hypertoniciteit

1: Links een hypotone oplossing, rechts een hypertone oplossing.
2: Een isotone oplossing.

Hypertoniciteit, van hypertoon, letterlijk met een verhoogde druk, is de relatief hoge osmotische waarde van een oplossing vergeleken met een andere oplossing.
Bij de mens wordt de toniciteit meestal uitgedrukt ten opzichte van de normale osmotische waarde in het extracellulair milieu van het menselijk lichaam. Voor het menselijk lichaam is een toniciteit van > 285 meq/L hypertoon.
Verwante begrippen
- hypotoniciteit, verlaagde osmotische waarde
- isotoon, gelijke osmotische waarde
- normotoon of normo-osmolair, gehandhaafde intake dus onverstoorde elektrolytenbalans, water en zoutverlies zijn in verhouding gebleven